# Pungpa Ri
Pungpa Ri är ett berg i Kina. Det ligger i den autonoma regionen Tibet, i den sydvästra delen av landet, omkring 540 kilometer väster om regionhuvudstaden Lhasa. Toppen på Pungpa Ri är 7 445 meter över havet, eller 79 meter över den omgivande terrängen. Bredden vid basen är 0,69 km.
Runt Pungpa Ri är det mycket glesbefolkat, med 2 invånare per kvadratkilometer. Det finns inga samhällen i närheten. Trakten runt Pungpa Ri består i huvudsak av gräsmarker.